# Attackmärket

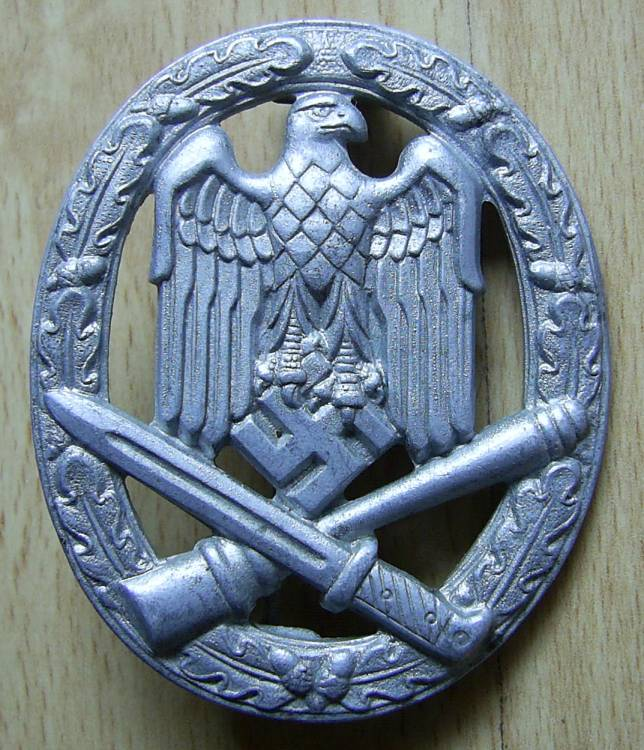
Attackmärket.

Attackmärket (tyska Sturmabzeichen) var en tapperhetsutmärkelse inom tyska armén under andra världskriget. Utmärkelsen instiftades av arméns överbefälhavare Walther von Brauchitsch den 1 juni 1940.

## Utseende
En oval ekkrans omsluter Wehrmachtörnen som med sina klor säkrar ett grepp om hakkorset. Nedanför hakkorset är en skafthandgranat och en bajonett korslagda.